# Globidens
Globidens – rodzaj wymarłych jaszczurek z rodziny mozazaurów (Mosasauridae); jego nazwa znaczy „okrągły ząb” (łac. globus „piłka, kula”; dens, dentis „ząb”).
Żył w okresie późnej kredy (około 83–71 mln lat temu) na terenach obecnej Ameryki Północnej. Jego szczątki znaleziono w USA (w stanach Alabama, Dakota Południowa, Teksas, Kansas). Długość globidensa jest szacowana na 5,5–6 m, z czaszką dochodzącą do 47 cm. Budowa kręgów i czaszki dowodzi, że najbliższym krewnym globidensa był Carinodens.
Miał krótką, masywną głowę z silnymi szczękami. Jego zęby świadczą o tym, że w przeciwieństwie do innych mozazaurów żywił się skorupiakami i mięczakami. Być może służyły także do kruszenia pancerzy żółwi.
Opisano następujące gatunki globidensa:
- Globidens alabamaensis Gilmore, 1912
- Globidens aegypticus Zdansky, 1935
- Globidens dakotensis Russell, 1975
- Globidens schurmanni Martin et al., 2007
- Globidens timorensis von Huene, 1935